# Onthophagus truchmenus
Onthophagus truchmenus es una especie de insecto del género Onthophagus, familia Scarabaeidae, orden Coleoptera.
Fue descrita científicamente por Kolenati en 1846.